# Ryōichi Yazu
Ryōichi Yazu (矢頭 良一, Yazu Ryōichi) (30 juin 1878 - 16 octobre 1908) est un inventeur japonais qui conçut la première machine à calculer mécanique du Japon.

## Biographie
Fils du maire d'un village, Ryōichi Yazu est né à Buzen. À 16 ans, il quitte sa ville natale pour se rendre à Osaka, par passion pour les machines volantes, et étudie les mathématiques et l’ingénierie dans une école privée. À 22 ans, il retourne à Buzen et commence à travailler sur une thèse sur la mécanique du vol. Deux ans plus tard, le 22 février 1901, il présente cette thèse et un modèle de sa machine à calculer en rendant visite au romancier et médecin Mori Ōgai. Impressionné, celui-ci rédige une lettre de recommandation qui lui permet de devenir chercheur à l'école impériale d'ingénieurs du Japon où il travaille à la conception d'un avion à hélices.

## Machine à calculer
En mars 1902, Yazu travaille au dépôt d'un brevet de sa machine à calculer qu'il appelle l'« arithmomètre de Yazu ». Il s'agit d'un calculateur formé d'un simple cylindre et de 22 engrenages, capable de calculs arithmétiques à plus de 16 chiffres, avec report automatique et fin des fonctions de calcul. Elle permet également l'entrée d'un système de numération binaire familier aux utilisateurs du soroban (boulier japonais).
Le brevet est déposé en 1903 et un magasin est fondé pour fabriquer la machine en série. Environ 200 unités sont produites et vendues, principalement à des agences gouvernementales, comme le ministère de la Guerre, le ministère de l'Intérieur, le bureau des statistiques, et les stations agricoles expérimentales, mais également à des entreprises comme les chemins de fer nationaux.
La machine est relativement chère, 250 yen, plus de dix fois le salaire mensuel d'un journaliste ou d'un fonctionnaire de bas niveau. Yazu investit ses profits dans une usine destinée à fabriquer son projet d'avion mais il meurt subitement de pleurésie à 30 ans.
L'une de ses machines à calculer est exposée au musée municipal de littérature de Kitakyūshū. En 2008, l'« arithmomètre de Yazu » est inscrit au no 30 de l'héritage de construction mécanique (en).